# Gare de Carantilly - Marigny
Gare de Carantilly - Marigny vasútállomás Franciaországban, Carantilly településen.

## Vasútvonalak
Az állomást az alábbi vasútvonalak érintik:
- Lison–Lamballe-vasútvonal

## Kapcsolódó állomások
A vasútállomáshoz az alábbi állomások vannak a legközelebb:
- Gare de Coutances (Gare de Lamballe, Lison–Lamballe-vasútvonal)
- Gare de Saint-Lô (Gare de Lison, Lison–Lamballe-vasútvonal)